# Йоаникий Преспански и Охридски (XIX век)
Йоаникий (на гръцки: Ιωαννίκιος Πρεσπών – Αχριδών) е православен духовник, драчки и преспански и охридски митрополит на Вселенската патриаршия от 1858 до 1859 година.

## Биография
Роден е в Елбасан около 1785 година и по произход е албанец. Става игумен на манастир „Свети Илия“ в Зица, Янинско.
През юли 1845 година става митрополит на Драчката епархия. През ноември 1858 година е преместен в Охрид, за да замести нежелания от българското гражданство Дионисий. Йоаникий не се противопоставя на въвеждането на българския език в службата. На 23 април 1859 година заминава за Цариград като член на Светия Синод.
Умира в края на 1859 година от дизентерия.
Кузман Шапкарев пише за него:
| „ | Йоаникия прежде Дирахийский, родом арнаутин от гр. Елбасан, человек добродушен, богобоязлив, набожен, человеколюбив и свободен от всекоя гръковладичка зараза, с една реч, същ средновековен християнин, който нищо противохристиянско не виждаше в нашето дело — във въвежданието българский майчин ни язик в училището и църквата. Заради това и когато мина през Струга за в епархиалнийт столичен град Охрид, биде от народа посрещнат с голяма радост и възхищение. Освен това той след няколко месеци, повикан, отиде в Цариград, за да узнае колко ще има да дължи на Патриархията срещу новата си Охридска епархия, както свой собствен дълг за нея, така и недоплатенийт от предшественика си. Там н.в. преосвященство преседе доста много време, около година и половина, а едвай няколко месеци пред смъртта си, която се случи на 25-ѝ декемврий 1859 г., се върна в епархията си, и то скапан болен от сърдешница (дизентерия), от която и умря. | “ |